# Hedyotis capitellata
Hedyotis capitellata är en måreväxtart som beskrevs av Nathaniel Wallich och George Don jr. Hedyotis capitellata ingår i släktet Hedyotis och familjen måreväxter.

## Underarter
Arten delas in i följande underarter:
- H. c. capitellata
- H. c. mollissima
- H. c. pubescens